# Rahula (Dharmaschützer)

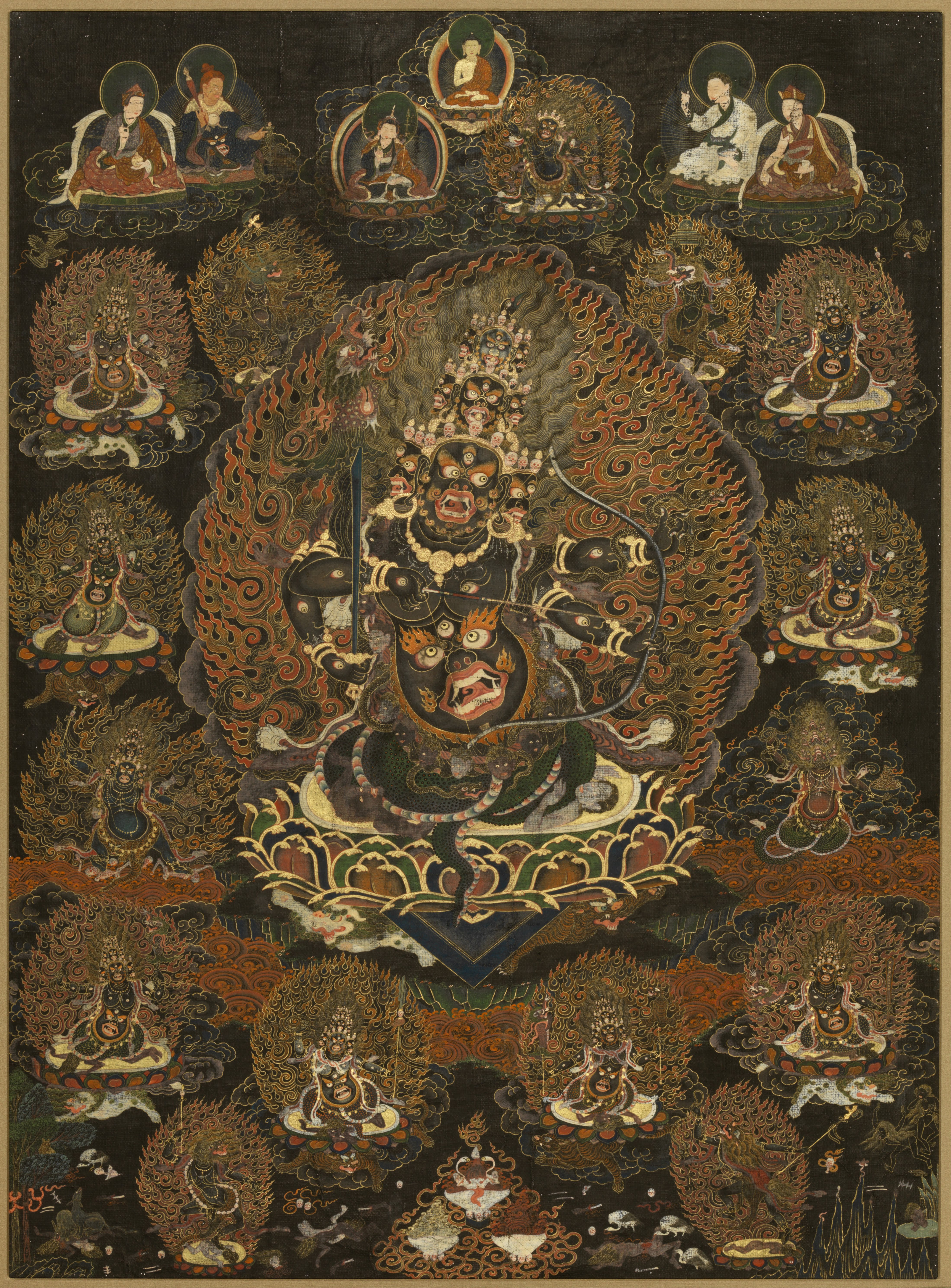
Rahula

Rahula ist ein Dharmapala (Schützer der Lehren Buddhas) des tibetischen Buddhismus. Der Schützer Rahula ist ein sogenannter „eidgebundener Schützer“ (tibetisch Dam Chen), ein Geistwesen, das im 8. Jahrhundert von dem großen tantrischen Meister Padmasambhava unterworfen und unter Eidesleistung an den Dharma gebunden wurde. Rahula ist mit den Lehren des Dzogchen verknüpft und bewahrt diese nicht nur gegen Angriffe von Außen, vielmehr noch bewahrt er diese hohen Lehren vor Verfälschung durch Falschauslegung und Falschkommentierung von Dzogchen-Praktizierenden selbst. Überdies gilt Rahula als persönliche Schutzgottheit des 5. Dalai Lama Ngawang Lobsang Gyatso, der selbst ein bedeutender Dzogchen-Meister war.